# Cúpula geodèsica
Una cúpula geodèsica és una estructura amb una forma semiesfèrica,formada per unions de triangles que poden ser de diverses mides. Els triangles formen figures hexagonals.

## Història
La primera cúpula que es podria anomenar "geodèsica" en tots els aspectes va ser dissenyada després de la Primera Guerra Mundial per Walther Bauersfeld, enginyer en cap de l'empresa òptica Carl Zeiss, per a un planetari que allotjava el seu projector planetari. Es va patentar una primera cúpula petita, construïda per l'empresa de Dykerhoff i Wydmann a la teulada de la planta Zeiss de Jena, Alemanya. El juliol de 1926 es va inaugurar una cúpula més gran, anomenada "La meravella de Jena", Uns 20 anys més tard, R. Buckminster Fuller va donar el nom de "geodèsica" a la cúpula d'experiments de camp amb l'artista Kenneth Snelson a Black Mountain College el 1948 i 1949. Tot i que Fuller no n'era l'inventor original, se li atribueix la popularització nord-americana de la idea per que en va rebre la patent nord-americana el 29 de juny de 1954.

## Matemàtiques de la cúpula geodèsica
Les cúpules geodèsiques es formen a partir d'estructures polièdriques. Hi ha 5 sòlids regulars o de plató que compleixen la relació d'Euler. Aquesta relació estableix la proporció entre el nombre de cares (C), el nombre d'arestes (A) i el nombre de vèrtexs d'un poliedres simple.En el cas de les cúpules geodèsiques s'utilitza l'icosaedre com a model per formar la cúpula.